# Monte Tudaio
Il monte Tudaio è una cima alta 2.140 m s.l.m. che si trova nel territorio comunale di Vigo di Cadore, in provincia di Belluno.
Poco sotto la sua sommità si trovano i resti del forte Tudaio, un forte italiano costruito ai tempi della prima guerra mondiale per prevenire attacchi da parte delle truppe austro-ungariche lungo la val d'Anisei o dal Centro Cadore.

## Descrizione
Esso rappresenta uno dei primi contrafforti delle Dolomiti e grazie alla sua posizione gode di un buon panorama dall'alta val Piave alla val d'Ansiei. Sulla cima del monte si trovano i resti del forte Tudaio dove in mezzo alle macerie, svettano molteplici antenne.
Per raggiungere la cima di questo monte esistono due vie che partono entrambe dal parcheggio presso il locale Pino Solitario a circa 878 m, in località Piniè di Vigo di Cadore.
- La prima strada è quella classica che segue l'antica strada militare dove venivano portati su i cannoni. Dopo 35 tornanti lungo il versante orientale porta alla cima; non presenta particolari difficoltà di percorrenza ma il dislivello risulta piuttosto elevato. In totale per raggiungere la cima sono necessarie dalle 2 alle 4 ore per una lunghezza di 8,2 chilometri (con discesa), superando un dislivello pari a 1260 metri.[1]

- Alternativamente esiste un sentiero di durata di circa 3 ore e 40 minuti che parte sul lato sud del monte, perpendicolare al parcheggio. Questo si presenta fin dal suo inizio ben irto e poco segnalato. In breve si attraversa il torrente e poi ci si dirige su per la parete meridionale del monte. Nonostante venga considerato come un sentiero attrezzato, esistono 3 punti dove risulta necessario un kit da ferrata.